# Hugo Villanueva
Hugo Omar Villanueva Clavería (* 9. April 1939 in Santiago de Chile; † 23. Juni 2024) war ein chilenischer Fußballspieler. Er nahm an der Fußball-Weltmeisterschaft 1966 teil.

## Karriere

### Verein
Villanueva spielte seit 1959 als Profi bei CF Universidad de Chile. Mit diesem Klub gewann er bis 1967 fünfmal den nationalen Meistertitel. Hinzu kamen zwei Vizemeisterschaften 1961 und 1963. Nach acht Jahren verließ er 1967 Universidad de Chile und schloss sich für eine Spielzeit CD Universidad aus El Salvador an, wo er 1968 seine Spielerkarriere beendete.

### Nationalmannschaft
Am 24. September 1964 debütierte Villanueva bei der 0:5-Niederlage gegen Argentinien in der chilenischen Nationalmannschaft. Das Spiel fand im Rahmen der Copa Carlos Dittborn statt, einem Fußballturnier zwischen den beiden Ländern, das zu Ehren des Präsidenten des chilenischen Organisationskomitees für die Fußballweltmeisterschaft 1962 ausgetragen wurde. 
Nach geglückter Qualifikation für die Endrunde der Fußball-Weltmeisterschaft 1966 in England wurde Villanueva von Trainer Luis Álamos in den chilenischen Kader berufen. Dort wurde er als Kapitän seiner Mannschaft in allen drei Gruppenspielen gegen Italien, Nordkorea und die Sowjetunion eingesetzt. Chile schied mit einem Unentschieden und zwei Niederlagen als Gruppenletzter bereits nach der Vorrunde aus dem Turnier aus.
Beim Campeonato Sudamericano 1967 stand er ebenfalls im chilenischen Aufgebot. Im zweiten Spiel des Turniers am 22. Januar 1967 gegen Paraguay wurde er in der 53. Minute ausgewechselt. Es war sein letztes von insgesamt 21 Länderspielen für Chile. 

## Erfolge
- Chilenischer Meister: 1959, 1962, 1964, 1965 und 1967